# Gran Premio di Monaco 2018
Il Gran Premio di Monaco 2018 è stata la sesta prova della stagione 2018 del campionato mondiale di Formula 1. La gara, corsa domenica 27 maggio 2018 sul circuito di Monte Carlo a Monaco, è stata vinta dall'australiano Daniel Ricciardo su Red Bull Racing-TAG Heuer, al suo settimo successo nel mondiale. Ricciardo ha preceduto all'arrivo il tedesco Sebastian Vettel su Ferrari ed il britannico Lewis Hamilton su Mercedes.

## Vigilia

### Aspetti tecnici
È prevista una sola zona in cui i piloti possono attivare il DRS, posta lungo il rettifilo dei box. Il detection point, ovvero il punto per la determinazione del distacco tra i piloti, necessario per consentire l'uso del dispositivo, è stabilito dopo la curva 16. La pista è stata riasfaltata nel tratto tra l'uscita della variante del Grand Hotel e l'uscita dalle Piscine. Ciò, assieme alle mescole portate dalla Pirelli, fanno ipotizzare un abbassamento del record sul giro, in qualifica.
Per questa gara la Pirelli, fornitrice unica degli pneumatici, porta l'opzione di gomme supersoft, ultrasoft e hypersoft. Per la prima volta, quest'ultimo tipo di mescola, introdotta da questa stagione nel campionato, è usata in Formula 1.
La Mercedes chiede alla FIA un chiarimento in merito all'utilizzo dell'olio per la lubrificazione del turbocompressore, in particolare se l'olio del sistema di sovralimentazione debba sottostare al limite complessivo di consumo di lubrificante, pari a 0,6 kg per 100 km. La Federazione ha confermato che il turbo è una parte del motore, e deve quindi sottostare a questi limiti di utilizzo. La FIA mette sotto indagine anche il funzionamento delle batterie della Ferrari, imputate di produrre più energia di quanto previsto e consentito dal regolamento. Al termine dell'indagine le stesse sono confermate come regolari.
La Ferrari presenta la vecchia versione della sospensione posteriore. Ai team clienti, Sauber e Haas, è stato fatto montare un secondo motore con le stesse specifiche dell'unità 1; la Ferrari ha anche cambiato la rotazione prevista.

### Aspetti sportivi
A seguito dell'incidente alla partenza del precedente Gran Premio, la Federazione decide di penalizzare di tre posizioni, sulla griglia di partenza, Romain Grosjean.
L'ex pilota di F1, lo statunitense Danny Sullivan, è nominato commissario aggiunto per la gara. Ha svolto tale funzione anche in passato, l'ultima al Gran Premio del Bahrein.
Gli organizzatori della gara decidono di riportare le grid girl sulla griglia di partenza, dopo che, a inizio stagione, Liberty Media aveva deciso di sostituirle con dei ragazzi.

## Prove

### Resoconto
Le due Red Bull Racing hanno ottenuto i tempi migliori, nella prima sessione di prove libere del giovedì. Daniel Ricciardo ha preceduto di circa un decimo il compagno di team Max Verstappen; l'australiano ha ottenuto il nuovo record della pista, con un rilievo cronometrico di mezzo decimo più basso del limite precedente. Verstappen è stato protagonista di un lungo alla frenata della Santa Devota. Dopo l'errore, l'olandese, per rientrare in pista, ha inserito la retromarcia, trovandosi però sulla traiettoria delle altre vetture, rischiando anche la collisione con una vettura sopraggiungente.
Al terzo posto si è inserito Lewis Hamilton, davanti alle due Ferrari, che però sono distanti dai tempi ottenuti dalle vetture anglo-austriache. Le vetture di Maranello hanno evidenziato graining sulle gomme anteriori. Sergej Sirotkin, della Williams, ha toccato il guardrail nella zona del rettilineo, ma senza provocare danni alla monoposto. Fernando Alonso ha perso gran parte della sessione per la necessità di riparare il sistema frenante alla sua McLaren.
Ricciardo ha abbassato ulteriormente il limite del tracciato, nella seconda sessione di prove libere. Anche in questa occasione il pilota australiano ha preceduto il compagno di squadra, Verstappen. Al terzo posto si è inserito Sebastian Vettel, a circa mezzo secondo dal tempo del primo. La sessione è durata 16 minuti meno del previsto per la necessità di chiudere un tombino che si era sollevato dalla strada. Sulla Ferrari del tedesco la scuderia ha preferito non sostituire la power unit, cosa ipotizzata dopo i problemi avuti da Kimi Räikkönen nella gara di Barcellona. Dietro a Vettel si posizionano Hamilton e gli altri due piloti di Ferrari e Mercedes. Alle spalle delle tre scuderie che comandano in campionato si conferma la Renault.
Daniel Ricciardo ha fatto sue anche le prove libere del sabato, con un ulteriore miglioramento del record sul giro. L'australiano ha preceduto il compagno di scuderia Max Verstappen per un solo millesimo. L'olandese è stato però autore di un errore alle Piscine; la vettura è stata gravemente danneggiata nell'impatto contro le barriere. La classifica è stata poi monopolizzata per team: seguono infatti le due Ferrari, le due Mercedes e le due Toro Rosso. Vettel ha chiuso terzo, a oltre due decimi da Ricciardo, mentre sono apparse in difficoltà le Mercedes, su cui sono state sostituite le sospensioni anteriori, dopo le vibrazioni patite al giovedì.

### Risultati
Nella prima sessione del giovedì si è avuta questa situazione:
| Pos | Nº | Pilota           | Costruttore               | Tempo    | Gap    | Giri |
| --- | -- | ---------------- | ------------------------- | -------- | ------ | ---- |
| 1   | 3  | Daniel Ricciardo | Red Bull Racing-TAG Heuer | 1'12"126 |        | 36   |
| 2   | 33 | Max Verstappen   | Red Bull Racing-TAG Heuer | 1'12"280 | +0"154 | 25   |
| 3   | 44 | Lewis Hamilton   | Mercedes                  | 1'12"480 | +0"354 | 34   |

Nella seconda sessione del giovedì si è avuta questa situazione:
| Pos | Nº | Pilota           | Costruttore               | Tempo    | Gap    | Giri |
| --- | -- | ---------------- | ------------------------- | -------- | ------ | ---- |
| 1   | 3  | Daniel Ricciardo | Red Bull Racing-TAG Heuer | 1'11"841 |        | 33   |
| 2   | 33 | Max Verstappen   | Red Bull Racing-TAG Heuer | 1'12"035 | +0"194 | 41   |
| 3   | 5  | Sebastian Vettel | Ferrari                   | 1'12"413 | +0"572 | 42   |

Nella sessione del sabato mattina si è avuta questa situazione:
| Pos | Nº | Pilota           | Costruttore               | Tempo    | Gap    | Giri |
| --- | -- | ---------------- | ------------------------- | -------- | ------ | ---- |
| 1   | 3  | Daniel Ricciardo | Red Bull Racing-TAG Heuer | 1'11"786 |        | 23   |
| 2   | 33 | Max Verstappen   | Red Bull Racing-TAG Heuer | 1'11"787 | +0"001 | 14   |
| 3   | 5  | Sebastian Vettel | Ferrari                   | 1'12"023 | +0"237 | 23   |

## Qualifiche

### Resoconto
La vettura di Max Verstappen non può essere riparata in tempo per le qualifiche, che così non prende parte alla sessione, e partirà ultimo. Sulla sua vettura è anche sostituito il cambio e, successivamente, l'MGU-K, per cui l'olandese subisce anche la penalizzazione, virtuale, di 15 posizioni sulla griglia di partenza.
I tempi fatti segnare dai piloti sono molto vicini, tanto che a 7 minuti dal termine della Q1 il tempo del secondo, Kimi Räikkönen, è di soli sette decimi migliore di quello del primo dei piloti che sarebbero eliminati, ovvero Brendon Hartley. Rischia l'eliminazione anche Valtteri Bottas, che solo all'ultimo tentativo scala in terza posizione. Ricciardo segna ancora il tempo migliore, davanti a Vettel. Vengono eliminati, oltre al già citato Verstappen, anche Hartley, Marcus Ericsson, Lance Stroll e Kevin Magnussen.
In Q2 Ricciardo fa segnare ancora un record del tracciato, precedendo Vettel di un decimo e Räikkönen di mezzo secondo. Presentano ancora delle difficoltà le Mercedes, che fino a 5 minuti dalla fine della sessione si trovano ancora con tempi non sufficienti per il passaggio alla Q3. Successivamente sia Lewis Hamilton che Bottas scalano la graduatoria, entrando nella top 5. Kimi Räikkönen è capace di battere il tempo di Ricciardo, solo temporaneamente, visto che l'australiano abbassa ancora il limite della pista. Sono eliminati Nico Hülkenberg, Stoffel Vandoorne, Sergej Sirotkin, Charles Leclerc e Romain Grosjean.
Dopo il primo crono di Carlos Sainz Jr., è Lewis Hamilton a fare il record del tracciato, battuto però subito da Ricciardo, che porta il limite sotto il minuto e undici secondi. Räikkönen è distante 5 millesimi da Hamilton, poi Vettel batte il tempo del suo compagno di team. Nel secondo tentativo Vettel batte anche Hamilton, che non migliora. Anche Ricciardo non migliora, ma coglie la pole position. Per l'australiano è la seconda partenza al palo in carriera nel mondiale; la prima era stata ottenuta, sempre sul tracciato monegasco, nel 2016.

### Risultati
Nella sessione di qualifica si è avuta questa situazione:
| Pos                         | Nº | Pilota            | Costruttore               | Q1          | Q2       | Q3       | Griglia |
| --------------------------- | -- | ----------------- | ------------------------- | ----------- | -------- | -------- | ------- |
| 1                           | 3  | Daniel Ricciardo  | Red Bull Racing-TAG Heuer | 1'12"013    | 1'11"278 | 1'10"810 | 1       |
| 2                           | 5  | Sebastian Vettel  | Ferrari                   | 1'12"415    | 1'11"518 | 1'11"039 | 2       |
| 3                           | 44 | Lewis Hamilton    | Mercedes                  | 1'12"460    | 1'11"584 | 1'11"232 | 3       |
| 4                           | 7  | Kimi Räikkönen    | Ferrari                   | 1'12"639    | 1'11"391 | 1'11"266 | 4       |
| 5                           | 77 | Valtteri Bottas   | Mercedes                  | 1'12"434    | 1'12"002 | 1'11"441 | 5       |
| 6                           | 31 | Esteban Ocon      | Force India-Mercedes      | 1'13"028    | 1'12"188 | 1'12"061 | 6       |
| 7                           | 14 | Fernando Alonso   | McLaren-Renault           | 1'12"657    | 1'12"269 | 1'12"110 | 7       |
| 8                           | 55 | Carlos Sainz Jr.  | Renault                   | 1'12"950    | 1'12"286 | 1'12"130 | 8       |
| 9                           | 11 | Sergio Pérez      | Force India-Mercedes      | 1'12"848    | 1'12"194 | 1'12"154 | 9       |
| 10                          | 10 | Pierre Gasly      | Scuderia Toro Rosso-Honda | 1'12"941    | 1'12"313 | 1'12"221 | 10      |
| 11                          | 27 | Nico Hülkenberg   | Renault                   | 1'13"065    | 1'12"411 | N.D.     | 11      |
| 12                          | 2  | Stoffel Vandoorne | McLaren-Renault           | 1'12"463    | 1'12"440 | N.D.     | 12      |
| 13                          | 35 | Sergej Sirotkin   | Williams-Mercedes         | 1'12"706    | 1'12"521 | N.D.     | 13      |
| 14                          | 16 | Charles Leclerc   | Sauber-Ferrari            | 1'12"829    | 1'12"714 | N.D.     | 14      |
| 15                          | 8  | Romain Grosjean   | Haas-Ferrari              | 1'12"930    | 1'12"728 | N.D.     | 18      |
| 16                          | 28 | Brendon Hartley   | Scuderia Toro Rosso-Honda | 1'13"179    | N.D.     | N.D.     | 15      |
| 17                          | 9  | Marcus Ericsson   | Sauber-Ferrari            | 1'13"265    | N.D.     | N.D.     | 16      |
| 18                          | 18 | Lance Stroll      | Williams-Mercedes         | 1'13"323    | N.D.     | N.D.     | 17      |
| 19                          | 20 | Kevin Magnussen   | Haas-Ferrari              | 1'13"393    | N.D.     | N.D.     | 19      |
| Tempo limite 107%: 1'17"053 |    |                   |                           |             |          |          |         |
| NQ                          | 33 | Max Verstappen    | Red Bull Racing-TAG Heuer | senza tempo | N.D.     | N.D.     | 20      |

In grassetto sono indicate le migliori prestazioni in Q1, Q2 e Q3.

## Gara

### Resoconto
La partenza è regolare, con Daniel Ricciardo che si porta in testa, seguito da Sebastian Vettel, Lewis Hamilton, Kimi Räikkönen, Valtteri Bottas ed Esteban Ocon. Nelle retrovie Max Verstappen, partito ultimo, è capace di guadagnare diverse posizioni, mentre Sergej Sirotkin è penalizzato con un drive-through per il ritardo con cui le gomme sono state fissate, quando la vettura era sulla griglia di partenza.
Al nono giro, l'altro pilota della Williams, Lance Stroll, subisce una foratura ed è costretto a una sosta ai box. Al dodicesimo giro Hamilton anticipa la sua sosta, montando gomme ultrasoft. Quando rientra in pista, il britannico passa Ocon, subito dopo il tunnel. Tra il sedicesimo e il diciassettesimo passaggio effettuano la sosta anche Vettel, Ricciardo e Bottas. La classifica non muta.
Attorno al ventottesimo giro la Red Bull Racing di Ricciardo presenta dei problemi di potenza, che consentono a Vettel di avvicinarsi all'australiano. Il tedesco però non ha la velocità sufficiente per attaccare il leader della gara, cosa che fa avvicinare ai due anche Hamilton. Anche Bottas si è nel frattempo avvicinato a Kimi Räikkönen. Al giro 47 si ferma anche Verstappen, per la sua sosta; l'olandese esce dalla zona punti.
Tre giri dopo effettua la sosta anche Nico Hülkenberg, che scala al decimo posto. Al giro 52 termina la gara per Fernando Alonso, che è costretto all'abbandono per un guasto al cambio, mentre lottava con Gasly per la sesta posizione. Sainz Jr. fa passare il compagno di team Hülkenberg, per l'ottavo posto. Lo spagnolo cerca così di proteggerlo dall'arrivo di Verstappen. Il pilota della Red Bull passa lo spagnolo al cinquantasettesimo giro, dopo il tunnel, e conquista la posizione.
La gara rimane con posizione congelate fino al giro 70, quando Charles Leclerc tampona, dopo il tunnel, Brendon Hartley: entrambi sono costretti al ritiro. La direzione di gara impone la Virtual safety car. Al termine della stessa Ricciardo vede ampliato il margine su Vettel.
Daniel Ricciardo s'impone per la settima volta nel mondiale, davanti a Vettel e Hamilton.

### Risultati
I risultati del Gran Premio sono i seguenti:
| Pos | Nº | Pilota            | Costruttore               | Giri | Tempo/Ritiro              | Griglia | Punti |
| --- | -- | ----------------- | ------------------------- | ---- | ------------------------- | ------- | ----- |
| 1   | 3  | Daniel Ricciardo  | Red Bull Racing-TAG Heuer | 78   | 1h42'54"807               | 1       | 25    |
| 2   | 5  | Sebastian Vettel  | Ferrari                   | 78   | +7"336                    | 2       | 18    |
| 3   | 44 | Lewis Hamilton    | Mercedes                  | 78   | +17"013                   | 3       | 15    |
| 4   | 7  | Kimi Räikkönen    | Ferrari                   | 78   | +18"127                   | 4       | 12    |
| 5   | 77 | Valtteri Bottas   | Mercedes                  | 78   | +18"822                   | 5       | 10    |
| 6   | 31 | Esteban Ocon      | Force India-Mercedes      | 78   | +23"667                   | 6       | 8     |
| 7   | 10 | Pierre Gasly      | Scuderia Toro Rosso-Honda | 78   | +24"331                   | 10      | 6     |
| 8   | 27 | Nico Hülkenberg   | Renault                   | 78   | +24"839                   | 11      | 4     |
| 9   | 33 | Max Verstappen    | Red Bull Racing-TAG Heuer | 78   | +25"317                   | 20      | 2     |
| 10  | 55 | Carlos Sainz Jr.  | Renault                   | 78   | +1'09"013                 | 8       | 1     |
| 11  | 9  | Marcus Ericsson   | Sauber-Ferrari            | 78   | +1'09"864                 | 16      |       |
| 12  | 11 | Sergio Pérez      | Force India-Mercedes      | 78   | +1'10"461                 | 9       |       |
| 13  | 20 | Kevin Magnussen   | Haas-Ferrari              | 78   | +1'14"823                 | 19      |       |
| 14  | 2  | Stoffel Vandoorne | McLaren-Renault           | 77   | +1 giro                   | 12      |       |
| 15  | 8  | Romain Grosjean   | Haas-Ferrari              | 77   | +1 giro                   | 18      |       |
| 16  | 35 | Sergej Sirotkin   | Williams-Mercedes         | 77   | +1 giro                   | 13      |       |
| 17  | 18 | Lance Stroll      | Williams-Mercedes         | 76   | +2 giri                   | 17      |       |
| 18  | 16 | Charles Leclerc   | Sauber-Ferrari            | 70   | Collisione con B. Hartley | 14      |       |
| 19  | 28 | Brendon Hartley   | Scuderia Toro Rosso-Honda | 70   | Collisione con C. Leclerc | 15      |       |
| Rit | 14 | Fernando Alonso   | McLaren-Renault           | 52   | Cambio                    | 7       |       |

## Classifiche mondiali

### Piloti
| Pos | Pilota            | Punti |
| --- | ----------------- | ----- |
| 1   | Lewis Hamilton    | 110   |
| 2   | Sebastian Vettel  | 96    |
| 3   | Daniel Ricciardo  | 72    |
| 4   | Valtteri Bottas   | 68    |
| 5   | Kimi Räikkönen    | 60    |
| 6   | Max Verstappen    | 35    |
| 7   | Fernando Alonso   | 32    |
| 8   | Nico Hülkenberg   | 26    |
| 9   | Carlos Sainz Jr.  | 20    |
| 10  | Kevin Magnussen   | 19    |
| 11  | Pierre Gasly      | 18    |
| 12  | Sergio Pérez      | 17    |
| 13  | Esteban Ocon      | 9     |
| 13  | Charles Leclerc   | 9     |
| 14  | Stoffel Vandoorne | 8     |
| 15  | Lance Stroll      | 4     |
| 16  | Marcus Ericsson   | 2     |
| 17  | Brendon Hartley   | 1     |

### Costruttori
| Pos | Costruttore               | Punti |
| --- | ------------------------- | ----- |
| 1   | Mercedes                  | 178   |
| 2   | Ferrari                   | 156   |
| 3   | Red Bull Racing-TAG Heuer | 107   |
| 4   | Renault                   | 46    |
| 5   | McLaren-Renault           | 40    |
| 6   | Force India-Mercedes      | 26    |
| 7   | Scuderia Toro Rosso-Honda | 19    |
| 7   | Haas-Ferrari              | 19    |
| 8   | Sauber-Ferrari            | 11    |
| 9   | Williams-Mercedes         | 4     |

## Polemiche dopo la gara
La manovra con cui Esteban Ocon ha agevolato i sorpassi di Lewis Hamilton e Valtteri Bottas, ha suscitato numerose polemiche sia sui social che al termine della gara. Il pilota francese della Force India prestato dalla Mercedes, ha alzato il piede e lasciato transitare agevolmente le due Frecce d'Argento senza compromettere la gara e le strategie del team di Stoccarda.
Nelle interviste post-gara, Ocon si è giustificato dicendo:
Con questa chiosa, il galletto non ha di fatto né confermato né smentito una dinamica quantomeno curiosa di quello che apparirebbe a tutti gli effetti come un ordine di scuderia "trasversale".